# Пјанеце (Тренто)
Пјанеце је насеље у Италији у округу Тренто, региону Трентино-Јужни Тирол.
Према процени из 2011. у насељу је живело 83 становника. Насеље се налази на надморској висини од 605 м.